# ادا لورسن
ادا لورسن (انگلیسی: Ada Leverson; ۱۰ اکتبر ۱۸۶۲ – ۳۰ اوت ۱۹۳۳) یک نویسنده اهل بریتانیا بود.